# Laura y el secreto del diamante
Laura y el secreto del diamante es la versión en español de Laura's Happy Adventures (español: Las aventuras felices de Laura), un videojuego canadiense desarrollado por Ubisoft Montreal y distribuido bajo una licencia de Playmobil Interactive. Fue el primer juego inspirado por los juguetes de Playmobil y lanzado para Windows en 1998. Aunque previamente habían existido videojuegos diseñados para el ámbito infantil femenino, Laura se conocer por ser el primero en «tomar en serio a las jugadoras de videojuegos femeninas». A pesar de esto, el videojuego también logró éxito por parte de niños particularmente en Europa, donde los juguetes Playmobil gozan de una popularidad considerablemente superior a otros lugares. Laura y el secreto del diamante se centra en controlar al personaje principal a través de cinco misiones, permitiendo movimiento libre dentro de un entorno tridimensional basado en la mansión victoriana de Playmobil original. Tras su lanzamiento se completaron los otros dos juegos en la serie: Alex en la granja (1999) y Hype: The Time Quest (1999), al igual que una versión exclusiva para Game Boy Color en 2000, titulado simplemente Laura.

## Argumento
Mientras admira la colección de piedras preciosas de su abuelo en el ático, Laura se asombra al encontrar entre ellas una roca volcánica, pues ignoraba que su abuelo hubiese jamás explorado un volcán. Laura se descuida y deja caer la roca sobre el suelo, que se parte en pedazos. En el interior de la roca, Laura descubre un diamante de color rosa de cinco facetas. El diamante cobra vida y comienza a hablar; le cuenta a Laura que, muchos años atrás, él había sido el amuleto de la suerte de las hadas hasta que una de ellas lo perdió dentro de una cueva. Más tarde, un volcán entró en erupción y la cueva se llenó de lava, atrapando al diamante dentro de la roca; ahí permaneció hasta que el abuelo de Laura lo liberó de la lava endurecida, ignorando que dentro de esa roca se encontraba el amuleto.
Ahora que ha recuperado su libertad, el diamante le confesa a Laura que desea ser su amulesto de la suerte como muestra de agradecimiento. Sin embargo, tras estar cautivo por tanto tiempo, el diamante ha perdido su poder para traer suerte, por lo que necesita la ayuda de Laura para recuperarlo; para ello, sus cinco caras deben iluminarse. Una vez que Laura haya iluminado las cinco facetas del diamante, sus poderes como amuleto de la suerte regresarán. Para iluminar cada cara, Laura tiene que traer felicidad a cada una de las cinco personas que viven en su casa: su madre Miriam, su padre Anthony, su hermanito pequeño Tommy, su abuelo Henry y Rosie, la sirvienta. Laura, que disfruta trayendo felicidad a sus seres queridos, acepta de todo corazón la misión, una oportunidad que otorgará felicidad, no sólo a su familia, sino a las diferentes personas que habitan su ciudad.
- Datos: Q6498545